# Francisco Villa, Tarímbaro
Francisco Villa är en ort i Mexiko.   Den ligger i kommunen Tarímbaro och delstaten Michoacán de Ocampo, i den södra delen av landet, 220 km väster om huvudstaden Mexico City. Francisco Villa ligger 1 905 meter över havet och antalet invånare är 655.
Terrängen runt Francisco Villa är kuperad västerut, men österut är den platt. Runt Francisco Villa är det tätbefolkat, med 411 invånare per kvadratkilometer. Närmaste större samhälle är Morelia, 6,0 km söder om Francisco Villa. I omgivningarna runt Francisco Villa växer huvudsakligen savannskog.